# Кирога (комарка)
Кирога (исп. и галис. Quiroga) — район (комарка) в Испании, входит в провинцию Луго в составе автономного сообщества Галисия.

## Муниципалитеты
1. Фольгосо-де-Каурель
2. Кирога
3. Рибас-де-Силь